# Livia de re nummaria
Livia de re nummaria ('Livia sobre les monedes') va ser una antiga llei romana establerta a proposta del tribú de la plebs Marc Livi Drus, datada l'any 91 aC, per la qual a les monedes d'argent se'ls afegia una vuitena part de coure. A partir de l'any 90 aC es van produir nombroses falsificacions de moneda per extreure el vuitè d'argent i substituir-lo per coure, fins que el 86 aC es van dictar lleis més severes, com ara la lex Maria de re nummaria.